# Eduard Seidler

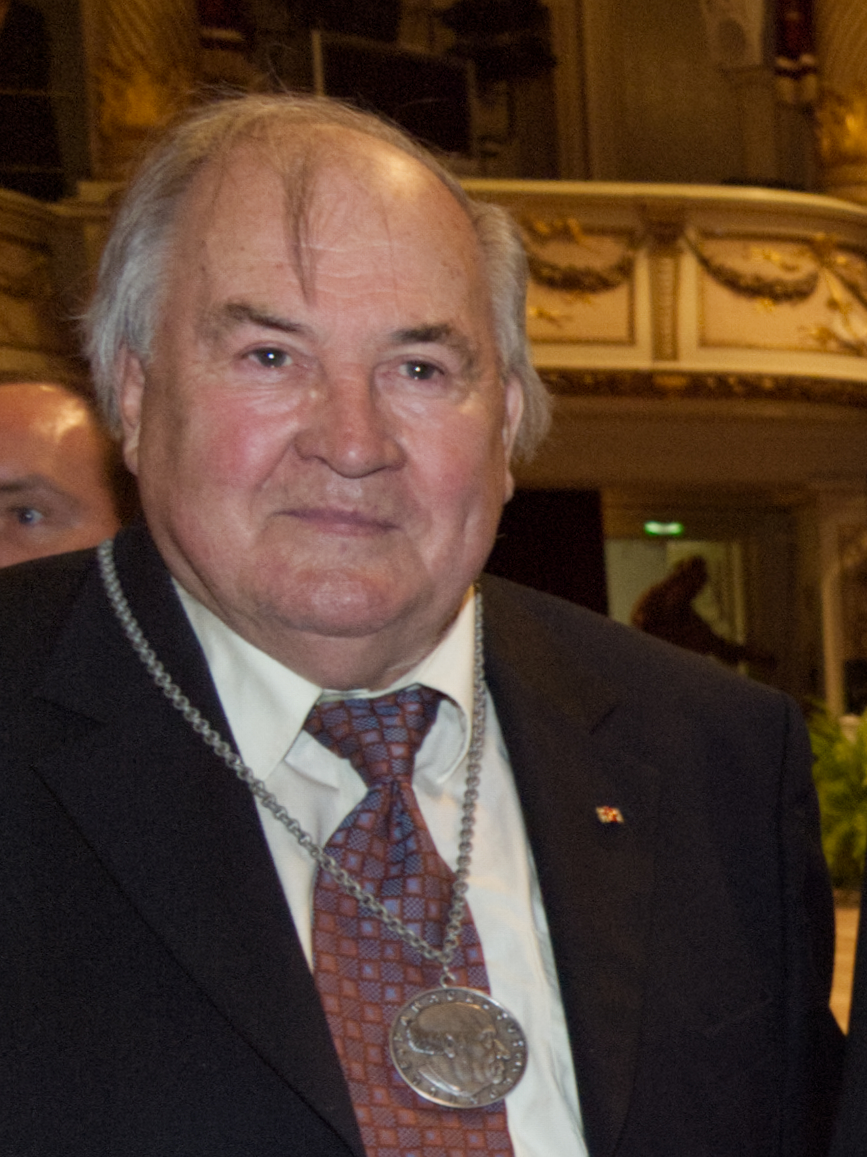
Eduard Seidler (2010 mit Paracelsus-Medaille auf dem Deutschen Ärztetag in Dresden)

Eduard Seidler (* 20. April 1929 in Mannheim; † 7. Dezember 2020 in Freiburg im Breisgau) war ein deutscher Medizinhistoriker und Hochschullehrer. Er hat sich insbesondere um die Aufarbeitung der Rolle der Medizin in der Zeit des Nationalsozialismus verdient gemacht.

## Leben
Seidler war der einzige Sohn des Kaufmanns Wilhelm Seidler. Im Zweiten Weltkrieg war er Sanitäter in der Hitlerjugend. Die Emigration und Deportation vieler jüdischer Freunde seiner Eltern war ein prägendes Ereignis für ihn. Nach Kriegsende absolvierte er 1947 in Mainz, das zur französischen Besatzungszone gehörte, das französische Zentralabitur und begann ein Studium der Medizin an der Johannes Gutenberg-Universität Mainz. Nach dem Physikum wechselte er nach Paris. Das Staatsexamen legte er in Heidelberg ab. Seine Dissertation schrieb er zu einem Thema aus der Gynäkologie. Bereits während seiner Weiterbildung zum Kinderarzt an der Universitätskinderklinik Heidelberg verfasste er erste medizinhistorische Arbeiten, die später auch von der Deutschen Forschungsgemeinschaft (DFG) gefördert wurden. Er habilitierte sich 1965 an der Universität Heidelberg mit einer Arbeit zur Heilkunde des Mittelalters in Frankreich.
1967 erhielt Seidler einen Ruf auf den Lehrstuhl für Geschichte der Medizin an der Albert-Ludwigs-Universität Freiburg. 1994 wurde er emeritiert.
Er starb im Dezember 2020 im Alter von 91 Jahren in Freiburg im Breisgau.

## Wirken
Schwerpunkte der wissenschaftlichen Arbeit Seidlers waren die Geschichte der Kinderheilkunde, die Medizin des späten Mittelalters in Frankreich, die Geschichte der Krankenpflege, die Geschichte der medizinischen Ausbildung und die Sozialgeschichte der Medizin seit dem 18. Jahrhundert. Zahlreiche Arbeiten zu Modellen der Arzt-Patient-Beziehung stammen von ihm. Mit der ersten Auflage seines Buches „Geschichte der Pflege des kranken Menschen“ im Jahr 1966 stellte Eduard Seidler ein wichtiges Lehrbuch für den in der Prüfungsordnung des Krankenpflegegesetzes von 1957 vorgeschriebenen Unterricht in Geschichte der Krankenpflege während der Krankenpflegeausbildung zur Verfügung.
1984 war Seidler an der Gründung der Historischen Kommission der Deutschen Gesellschaft für Kinder- und Jugendmedizin beteiligt, für die er eine Forschungsarbeit zum Schicksal jüdischer Kinderärzte in der Zeit des Nationalsozialismus durchführte. Über 750 Biografien wurden dafür erschlossen. Dabei wurde unter anderem deutlich, dass sich auch die betroffene Fachgesellschaft bereitwillig zum Komplizen gemacht hat, indem sie ihre jüdischen Mitglieder ausschloss.
In den 1980er Jahren gehörte er mit Werner Friedrich Kümmel, Fridolf Kudlien, Gunter Mann, Gerhard Baader und Rolf Winau zu den Institutsdirektoren, die begannen, die Medizin im Nationalsozialismus in den Mittelpunkt ihrer Forschungen zu stellen.
Seidler hat sich besonders für die medizinische Ausbildung und die Entwicklung der Medizinethik eingesetzt. Von 1979 bis 1981 hatte er das Amt des Prodekans beziehungsweise Dekans der medizinischen Fakultät Freiburg inne. Zehn Jahre lang war Seidler Mitglied des Advisory Committee for the Medical Education der Europäischen Kommission. Von 1983 bis 1990 war Seidler Vorsitzender der Ethikkommission der Landesärztekammer Baden-Württemberg und von 1988 bis 1992 Präsident der Akademie für Ethik in der Medizin.
Darüber hinaus hat er sich praktisch für eine moderne Pädiatrie vor Ort eingesetzt, etwa durch die Unterstützung der heute selbstverständlichen Mitaufnahme eines Elternteils während der Klinikbehandlung und eine verbesserte psychosoziale Betreuung von ausländischen Familien und psychisch traumatisierten Kindern.

## Ehrungen und Auszeichnungen (Auswahl)
- Otto-Heubner-Preis der Deutschen Gesellschaft für Kinder- und Jugendmedizin
- Mitglied der Deutschen Akademie der Naturforscher Leopoldina (1991)[12]
- Verdienstorden der Bundesrepublik Deutschland (Verdienstkreuz 1. Klasse) (2003)
- Cothenius-Medaille der Deutschen Akademie der Naturforscher Leopoldina (2009)
- Paracelsus-Medaille der deutschen Ärzteschaft (2010)[1]

## Veröffentlichungen (Auswahl)
- Die Heilkunde des ausgehenden Mittelalters in Paris. Studien zur Struktur der spätscholastischen Medizin (= Sudhoffs Archiv. Beiheft 8). Steiner, Stuttgart/Wiesbaden 1967, ISBN 3-515-00292-8.
- Geschichte der Pflege des kranken Menschen. Kohlhammer, Stuttgart/Berlin 1966; 2. Auflage ebenda 1970. Ab der 6. Auflage (ebenda) 1993 Umbenennung in „Geschichte der Medizin und Krankenpflege“. Für die 7. Auflage (ebenda) 2003 zeichneten Eduard Seidler und Karl-Heinz Leven verantwortlich. Bei der 8. Auflage 2022 kam Susanne Uwe-Koeller als weitere Autorin mit hinzu.[7]
- Carl Gerhardt und seine Rede: „Die Aufgaben und Ziele der Kinderheilkunde“ (1879). In: Monatsschrift für Kinderheilkunde. Band 131, 1983, S. 545–548.
- als Hrsg. mit Heinz Schott: Bausteine zur Medizingeschichte. Heinrich Schipperges zum 65. Geburtstag (= Sudhoffs Archiv. Beiheft 24). Franz Steiner Verlag, Stuttgart 1984, ISBN 3-515-04047-1.
- Kinderärzte 1933–1945. Entrechtet – geflohen – ermordet. Bouvier, Bonn 2000, ISBN 978-3-416-02919-3[13]